# Геровский, Алексей Юлианович
Алексей Юлианович Геровский (6 сентября 1883 года, Львов, Австро-Венгрия — 17 апреля 1972 года, Нью-Йорк, США) — карпаторусский общественный и политический деятель, юрист, публицист, писатель. Один из инициаторов автономии Подкарпатской Руси в составе Чехословакии. Внук выдающегося общественного деятеля Адольфа Добрянского, брат лингвиста Георгия Геровского.

## Биография

### Происхождение и юность
Родился в семье адвоката, директора Ставропигийского института Юлиана Геровского и дочери одного из лидеров русского движения в Прикарпатской Руси, Адольфа Добрянского, Алексии. Он появился на свет на следующий год после процесса Ольги Грабарь — судебного процесса, возбуждённого против лидеров русского движения австрийскими властями. В число главных обвиняемых входили Адольф Добрянский и его дочь Ольга, мать известного художника Игоря Грабаря. Раннее детство Алексей с братьями Романом и Георгием проводили в усадьбе деда в селе Чертижном у Снины. Впоследствии Геровские и Адольф Добрянский были вынуждены переехать в Инсбрук, где братья поступили в гимназию. Гимназия находилась под контролем иезуитов, и мальчикам, выросшим в православной среде приходилось нелегко. Проживание вместе с дедом, в среде постоянной идеологической борьбы, заложило основы мировоззрения Алексея Геровского. С детства он считал своим родным языком русский, и осознавал себя принадлежащим к единой русской нации. Затем, в 1895 году, Геровские переехали в Буковину, в город Черновцы. Там братья пошли в местную гимназию, чтобы закончить обучение. В Буковине православие было господствующим вероисповеданием, поэтому в религиозном плане там было гораздо комфортней; полного языкового равноправия, однако, не было. Алексей Геровский был исключён из гимназии, за то что расклеивал по всему городу объявления на русском языке, сообщающие о кончине православного законоучителя о. Ивановича. Помимо этого, австрийским министерством народного просвещения ему было запрещено обучение во всех учебных заведениях Буковины и Галиции. Заканчивать обучение ему пришлось дома, экстерном, что он и сделал, успешно окончив черновицкую гимназию. После этого он поступил на юридический факультет Черновицкого университета, который впоследствии окончил со степенью доктора юридических наук.

### Общественная деятельность в Австро-Венгрии
Весной 1903 года Алексей ездил в Прагу, на церемонию вручения диплома его брату Роману по случаю окончания им медицинского факультета Пражского университета. Они вместе возвращались домой, и решили заехать в Изу под Хустом, имевшую репутацию центра православия Угорской Руси. Добравшись до Хуста, они стали расспрашивать местных жителей, пытаясь выяснить, как им добраться до Изы. Это вызвало подозрение у жандармов, и Геровские были арестованы и доставлены в Сигетскую тюрьму. Через несколько дней они были этапированы в Будапешт, и только вмешательство депутата венгерского парламента Милана Годжи позволило им выйти на свободу. Возвратившись в Черновцы, Алексей Геровский основал газету «Русская правда», помимо этого занимаясь юридической помощью подвергавшимся преследованию православным угрорусам. В 1908 году братьями Геровскими было составлено прошение о принятии подкарпатских русинов в русские православные монастыри для подготовки к священству, направленное на миссионерский съезд, организованный в Киеве. Они были приглашены в Почаевскую лавру на переговоры председателем съезда архиепископом Волынским Антонием (Храповицким), и уже великим постом 1909 года вышло распоряжение епископа Холмского Евлогия (Георгиевского), разрешающее карпатороссам обучаться в двухклассной богословской школе при Яблочнинском Свято-Онуфриевом монастыре. Среди первых выпускников был Александр Кабалюк, будущий архимандрит Алексий.
Вскоре после этого в Мараморошском Сиготе был учинён судебный процесс над Алексием Кабалюком и его сторонниками, и братья Геровские решили поддержать своих соратников в зале королевского суда. Это послужило поводом для их ареста в 1913 году. Алексею Геровскому вменялось в вину создание и руководство организацией, замышлявшей государственную измену. Наказанием за это подобные преступления была смертная казнь. Но накануне Первой мировой войны братьям удалось совершить побег, и скрыться на российской территории. Реакцией на это со стороны австрийского правительства стал арест ближайших родственников Геровских. В тюрьму были заключены их мать и сестра Ксения, а также жена Алексея с двухлетним ребёнком. Вскоре при невыясненных обстоятельствах в венской тюрьме скончалась Алексия Адольфовна.

### Россия, Чехословакия, Югославия
Когда русские войска заняли Галицию и Буковину, Алексей Геровский приехал в Черновцы как «старший чиновник по особым поручениям» при губернаторе Евреинове. После отступления русской армии из Галичины, Геровский состоял при Министерстве иностранных дел в Петрограде на должности эксперта по австро-венгерским и балканским делам.
После большевистской революции 1917 года он переехал в Подкарпатскую Русь, где стал председателем Центрального комитета православных общин и юрисконсультом православной епархии. В 1924 году в Чехословацкой республике проводились выборы, затронувшие и Подкарпатскую Русь. Премьер-министр ЧСР, Крамарж, предложил Алексею Геровскому возглавить список кандидатов от Народно-демократической партии. Однако Геровский отказался от этого предложения, также как и от предложения Милана Годжа возглавить список Аграрной партии, так как понимал, что им нужно только лишь его имя для продвижения своих интересов. Он вступил в конфронтацию с чехословацким правительством, так как его деятельность в Карпатской Руси шла вразрез чаяниям правительства. Геровский активно сотрудничал с сербской православной общественностью и правительством Югославии, а однажды на выступлении в Югославии даже заявил, что «через некоторое время Чехословакия и Польша исчезнут с карты Европы потому, что в славянском мире будущее только за православными государствами». В ответ на это у него был изъят чехословацкий паспорт. За Геровским и его соратниками была установлена слежка. В феврале 1927 года он был лишён чехословацкого гражданства и изгнан из страны. Большой авторитет в Сербии позволил ему продолжить свою кипучую деятельность там. Он основал «Сербско-Карпаторусский комитет», членами которого стали югославские политики, представители сербской православной церкви, творческая интеллигенция, журналисты. В него входили Константин Тимотиевич, др. Воислав Янчич, Радослав Агатенович, Р. Трифунович, Мирко Комненович, Милош Мошколевич и Григорий Божович. Поддерживал он контакты с четниками, с русской эмиграцией, с представителями власти. Чехословацкое правительство пыталось оказывать на него давление, но безуспешно.

### США
В 1930 году Алексей Геровский переехал в США и поселился в Нью-Йорке. Там он продолжил борьбу за предоставление Подкарпатской Руси автономии. Он вошёл в контакт с американскими русинами, сотрудничал с Обществом русских православных братств в Пенсильвании, печатался в газете «Русский вестник». Через некоторое время был создан «Карпаторусский союз», объединяющий русинов США независимо от вероисповедания. Управлялся он комитетом из 24 человек, в котором православные и униаты были представлены поровну. В 1935 году Геровский стал его генеральным секретарём. Главной задачей союза было представлено объединение всех политических сил Подкарпатской Руси для достижения автономии.
Алексей Геровский возглавил делегацию в Европу, в состав которой вошли Иван Поп и протоиерей Иоанн Янчишин. В Париже они встретились с депутатом Чехословацкого парламента, председателем Автономно Земледельческого Союза Андреем Бродием. Ему были переданы средства на организацию и издание газеты «Русская Правда». Там же Геровский получил чехословацкую визу и гарантию безопасности. В Праге делегацию принял премьер-министр Милан Годжа, который рекомендовал совершить им обзорную поездку по Подкарпатской Руси. В ходе поездки делегаты встретились с городским главой Ужгорода П. П. Совой, архимандритом Алексием Кабалюком, а также с лидером украинофилов Августином Волошиным, которому было предложено сотрудничество и объединение обеих Народных Рад — украинофильской и русофильской, однако ответной реакции не последовало. Большим достижением Геровского стало объединение давних соперников — «Автономного земледельческого союза» и «Аграрной партии» в «Русский блок».
4 сентября 1938 года в пражском отеле «Алькорн» Алексей Геровский открыл своё представительство. Там он принял А. Бродия, Э. Бачинского и сопровождающих их лиц. Ими был подготовлен меморандум о предоставлении автономии Подкарпатской Руси. Его передали Милану Годже 13 сентября. 11 октября 1938 года было сформировано правительство Подкарпатской Руси во главе с А. Бродием, и она получила автономию в составе Чехо-Словацкой Республики. Чехословацкое правительство через некоторое время попыталось отменить своё решение, а Алексея Геровского выслать из страны, однако вмешательство югославского посла помешало это сделать. Геровский получил через министра иностранных дел ЧСР Хваловского приглашение от германского министра иностранных дел Риббентропа приехать в Мюнхен для переговоров. Однако Геровский отказался, и по совету югославского посла в Праге отправился с Белград. На следующий день по прибытии он узнал, что 26 октября «за государственную измену» был арестован Андрей Бродий, а премьер-министром Подкарпатской Руси назначен Августин Волошин. Позже, уже в Штатах, бывший премьер-министр ЧСР Милан Годжа рассказал Геровскому, что гитлеровское правительство потребовало, чтобы чехословацкие власти арестовали вместе с Бродием и самого Геровского.

В конце 1939 года Алексей Геровский вернулся в США. Он пытался вести переговоры о Подкарпатской Руси с американским министерством иностранных дел, но после Ялтинской конференции американское правительство перестало интересоваться судьбой Подкарпатской Руси, и ему было рекомендовано обращаться в советское посольство. Однако в советском посольстве также проигнорировали его просьбы по выдаче визы для поездки в Москву, где он надеялся найти небезразличных к карпаторусской проблеме людей. Не отчаявшись, Алексей Геровский предпринял попытку возрождения «Карпаторусского Союза» в 1945 году. Впоследствии он ещё раз предпринял попытку достучаться до высшего советского руководства, написав письмо лично И. В. Сталину. В нём он писал: 
Не дайте в обиду самой западной окраины Земли Русской. Защитите её. Не допустите, чтобы наше маленькое русское племя, удержавшееся в течение тысячи лет на юго-западных склонах Карпат, было стерто с лица земли в момент величайших побед русского оружия. Спасите русский край, который русские учёные (профессор Ключевский) считают колыбелью русского народа. Русская история Вам этого никогда не забудет.
 Однако никакой  положительной реакции на это письмо не последовало.B советском посольстве в Вашингтоне Геровскому передали ответ, что он ошибочно считает себя русским, а на самом деле он украинец. Умер Алексей Геровский в Нью-Йорке, 17 апреля 1972 года.

## Труды
- Мы и чехи. Берн, 1929.
- Рим и голод в Карпатской Руси.
- Карпатская Русь в чешском ярме.
- Борьба чешского правительства с русским языком. 1938.
- Заметки А. Геровского по русско-украинскому национальному вопросу.
- Украинизация Буковины.
- К вопросу о значении названия Руснак.
- Галерея украинских вождей в Австрии.
- Борьба за автономию и русскость Православной Церкви в Карпатской Руси.
- Иза и сиготский процесс. Архивная копия от 21 августа 2009 на Wayback Machine
- Украинский монсеньор Волошин — агент Гитлера.
- Георгий Геровский. Язык ПОДКАРПАТСКОЙ РУСИ. перевод с чешского Книга подготовлена к изданию стараниями С.В. Шарапова. — Москва, 1995